# Bibliothek des Ateneo Veneto
Die seit 1812 bestehende Bibliothek des Ateneo Veneto in Venedig erhielt ihre ältesten Bestände von der Accademia Veneta Letteraria, der Veneta Società di Medicina und der Accademia dei Filareti, die mit dem napoleonischen Dekret vom 25. Dezember 1810 zusammengeschlossen worden waren. Heute birgt die Bibliothek etwa 50.000 Werke, davon etwa 16.000 zum Thema Venedig. Die Bibliothek hält etwa 200 laufende Zeitschriften vor, insgesamt weist dieser Bestand 680 Periodika auf. Die Ausleihe steht nur den soci frei, jedoch steht der Lesesaal der Öffentlichkeit zur Verfügung.
Zunächst bestand nur ein Gabinetto di lettura, ein Lesesaal, ab 1820. Erst 1895 wurde die Einrichtung unter ihrem Präsidenten Paulo Fambri zur Bibliothek, die 1920 den Ausleihebetrieb aufnahm. Vielfach erhielt die Bibliothek Bücherstiftungen, wie etwa von Franceschinis-Sacerdoti, Occioni-Bonaffons, Cipollato, Bosisio, Marconi oder der Associazione Scrittori Veneti. Zumeist handelte es sich dabei um Werke des 19. Jahrhunderts aus den Bereichen Recht, Geschichte und Geisteswissenschaften. Jüngst kam der Bestand Del Torre hinzu, der zahlreiche Werke aus dem agrar- und sozialgeschichtlichen, aber auch aus der Fiskal- und der Kirchengeschichte zu bieten hat.